# Štefanc
Štefanc je priimek več znanih Slovencev:
- Damijan Štefanc, didaktik, izr. prof. FF UL (kurikularne teorije...)

obstaja tudi oblika Štefanac:
- Aleksander Štefanac, predsednik Zbornice računovodskih servisov
- Matej Štefanac, arhitekt, oblikovalec-inovator (svetila)
- Mire Štefanac (1923 - 2006), pisatelj in dramatik
- Samo Štefanac (*1956), umetnostni zgodovinar in pedagog